# 明治 (企業)
株式會社明治（日语：／ meiji */?）是日本的一家食品公司，為明治控股的完全子公司，主要業務為菓子、牛奶、乳製品、食品的製造與銷售。其前身公司明治乳業株式會社成立於1917年（大正6年），並在2011年（平成23年）變更成現名。公司總部位於東京都中央區京橋。

## 歷史
2009年（平成21年），明治集團重組，明治乳業與明治製菓合併經營。2011年（平成23年）4月1日，明治集團內部再次重組，成立「株式會社明治」來承繼明治乳業以及明治製菓的菓子、飲料、食品產業，醫藥品產業則轉交由同時成立的「Meiji Seika Pharma」繼續經營。2013年4月，株式會社明治的子公司「Fresh Network Systems」，將北海道明販、東北明販、東京明販、中部明販、中部明販、中國明販、九州明乳販賣、東京明治食品等附屬公司合併，並更名為「明治Fresh Network」。
2016年（平成28年）11月，在明治集團成立100週年之際，公司總部自江東區新砂移至中央區京橋。

## 圖片集

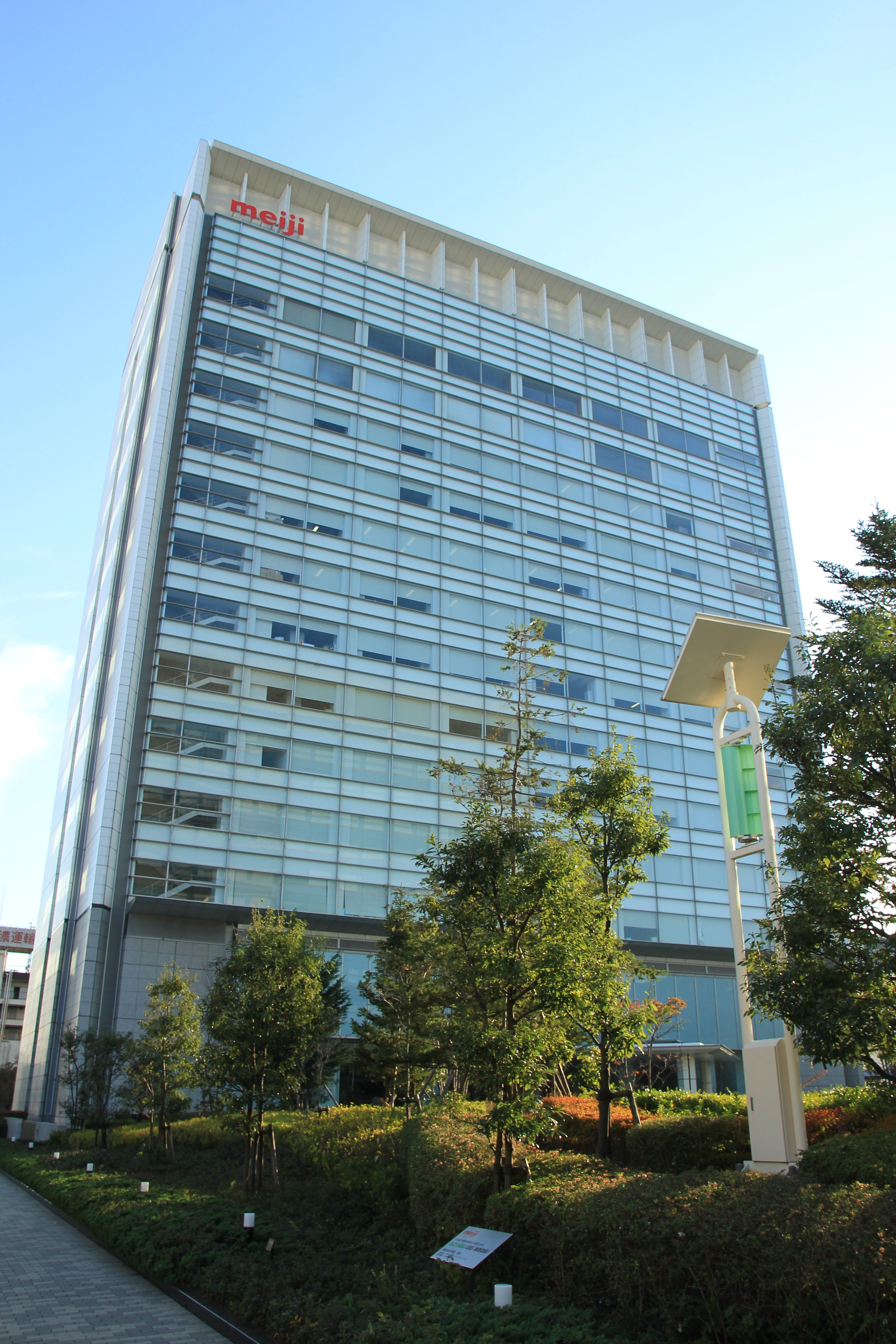
江東區新砂的明治東陽町大樓（原總部）
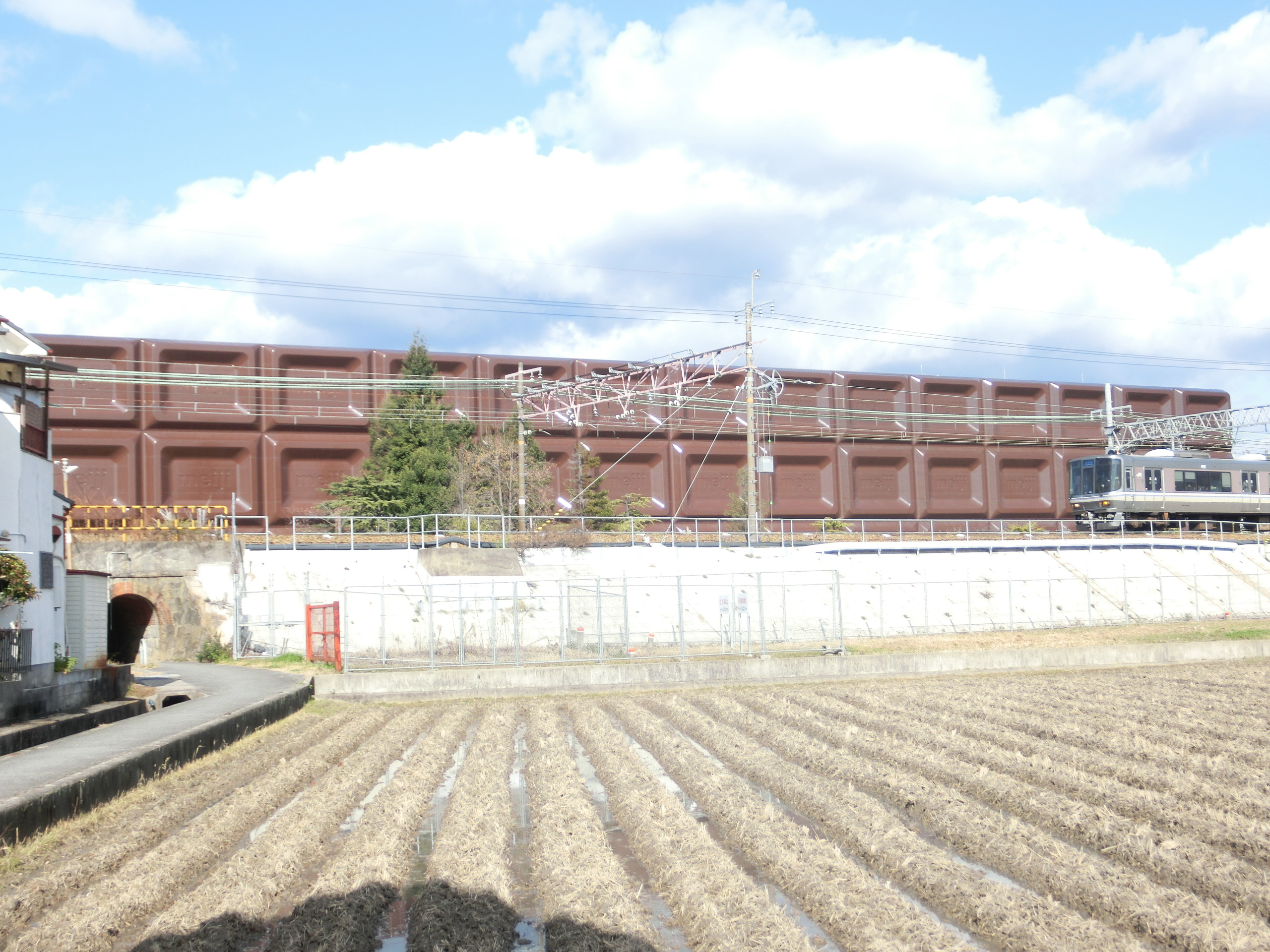
大阪工廠的巧克力造型看板
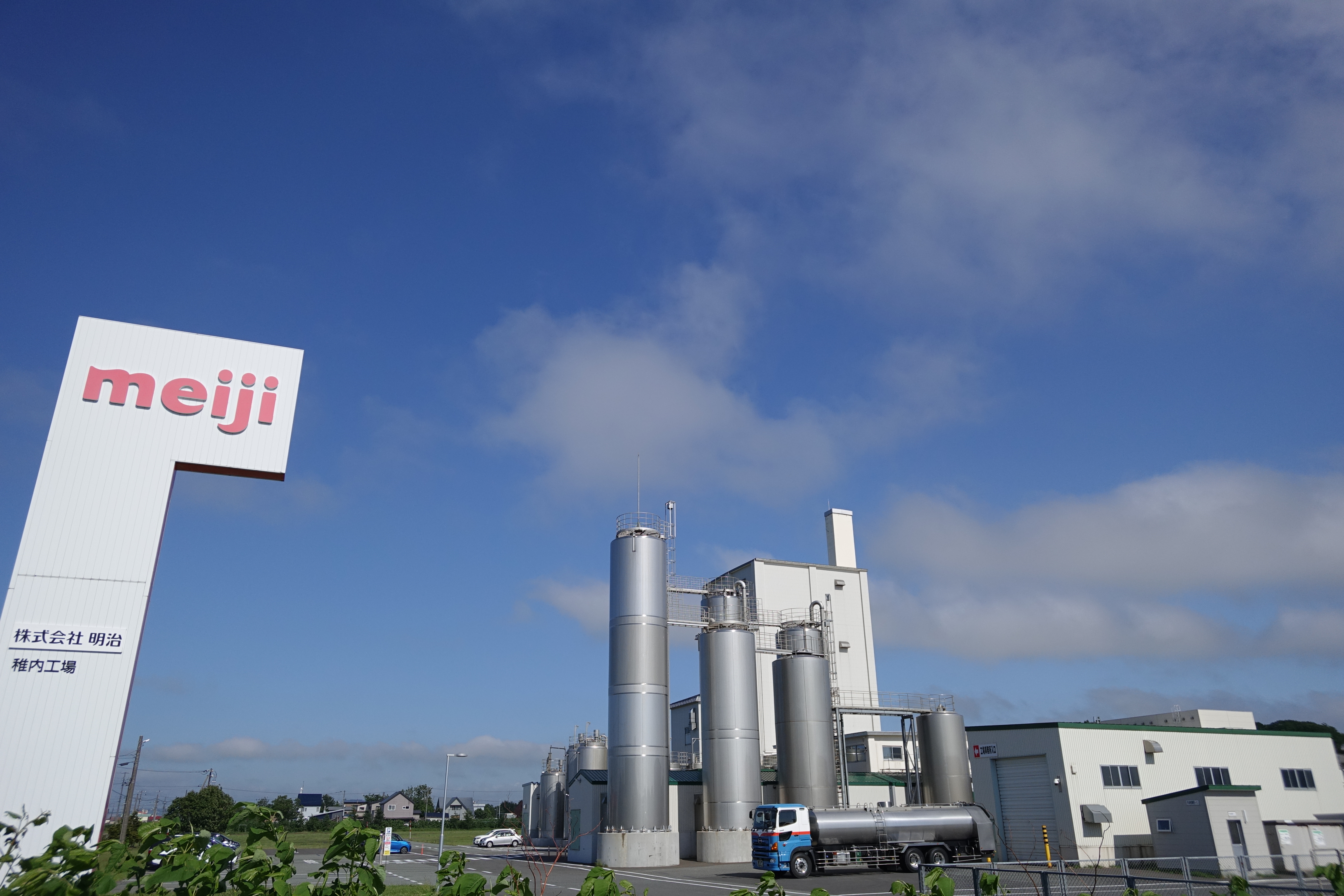
稚内工廠

### 公司產品
- 雪吻巧克力
- 蘑菇山
- 竹筍里
- 明治牛奶巧克力
- 巧克力效果
- 阿波羅 (巧克力)
- Fran (巧克力)
- Pukka (巧克力)
- CHOCO BABY
- 明治ESSEL超級杯冰淇淋
- Curl (零食)
- 明治保加利亞優格
- 明治益生菌優格LG21
- 明治益生菌優格R-1

## 外部連結
- 官方網站 （页面存档备份，存于）
- 社群帳號一覽 （页面存档备份，存于）
- 明治的Facebook專頁
- 明治的X（前Twitter）